# Între noi

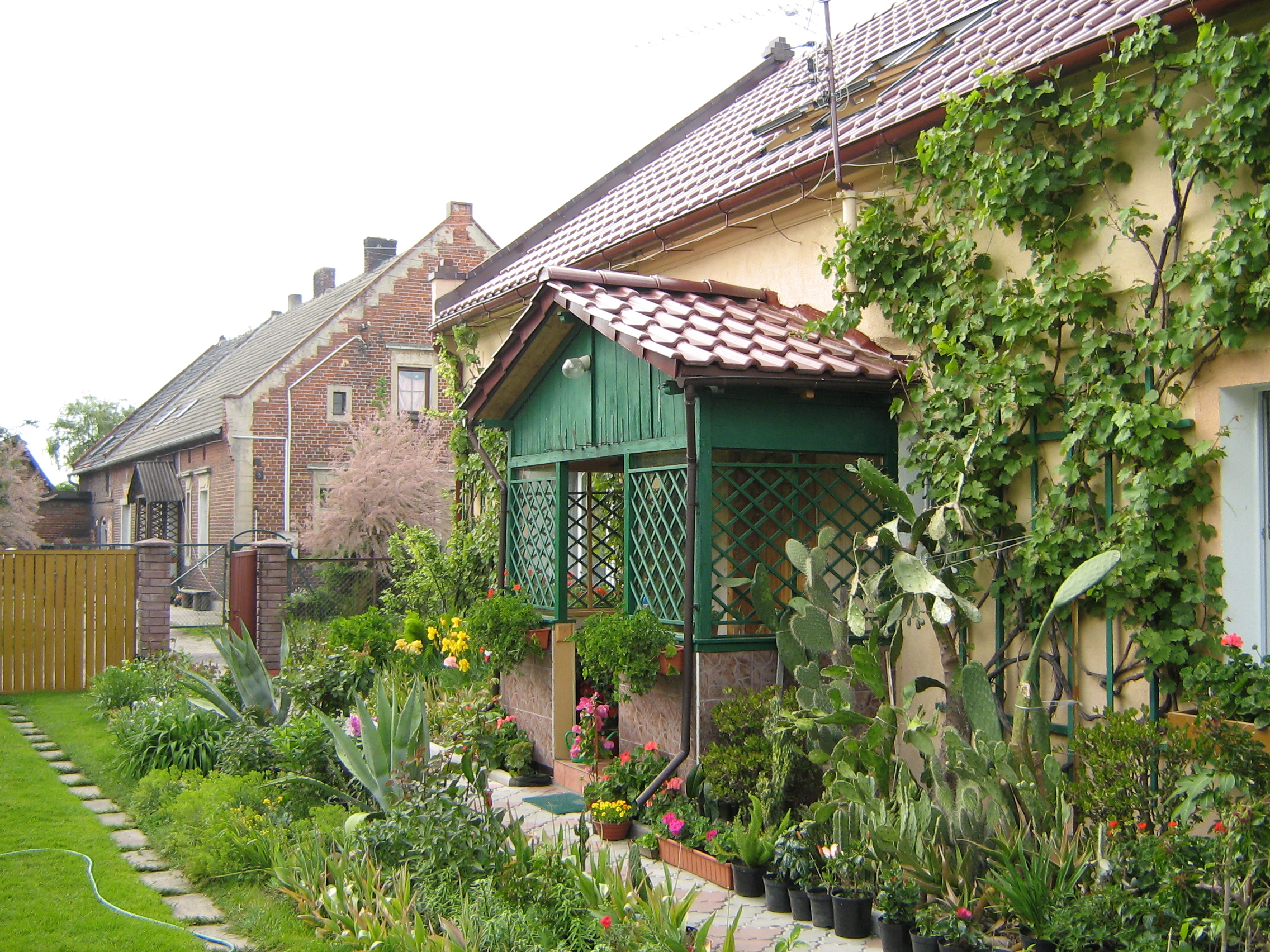
Casa familiei Pawlak din

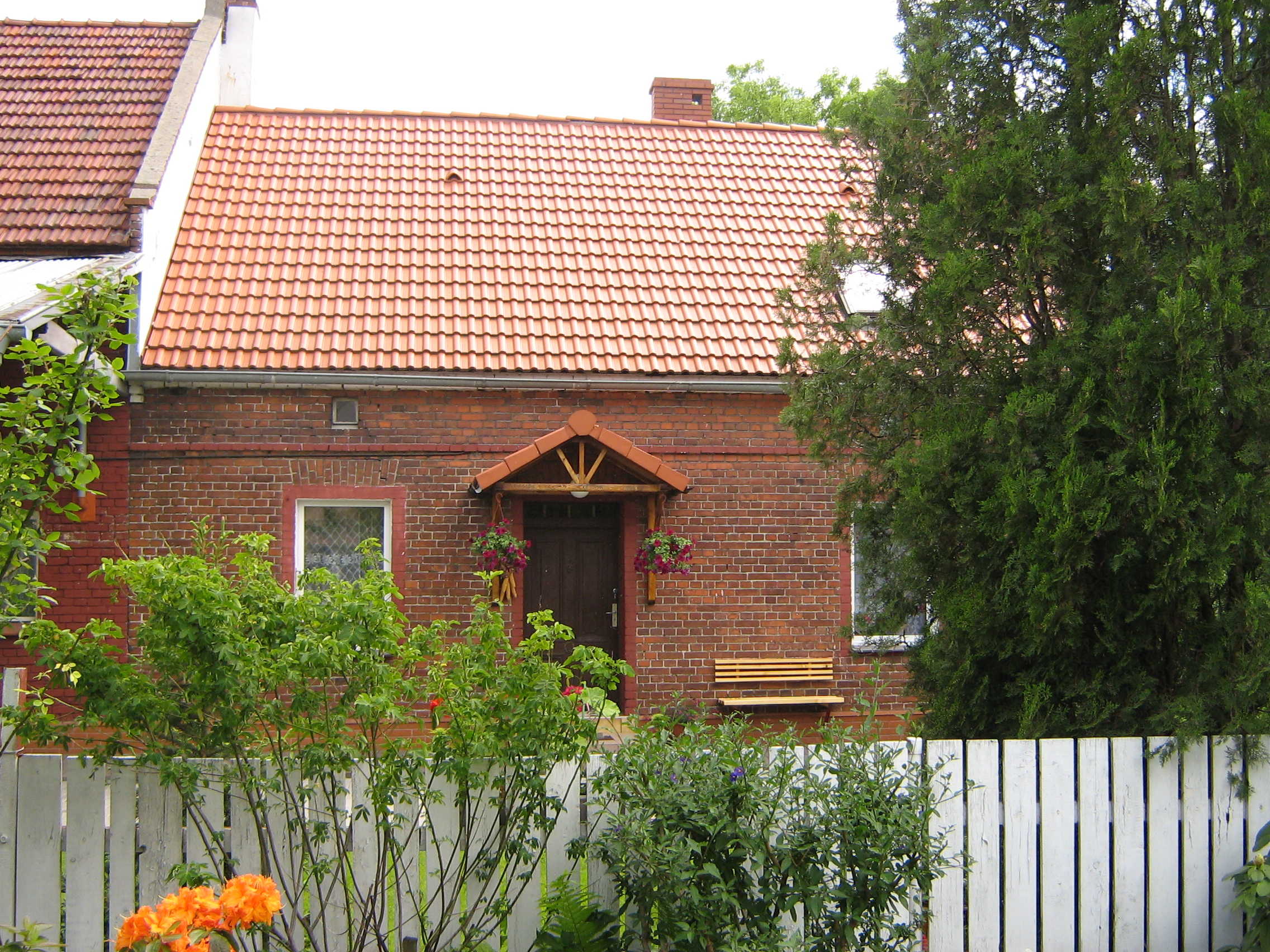
Casa familiei Kargul din Dobrzykowice

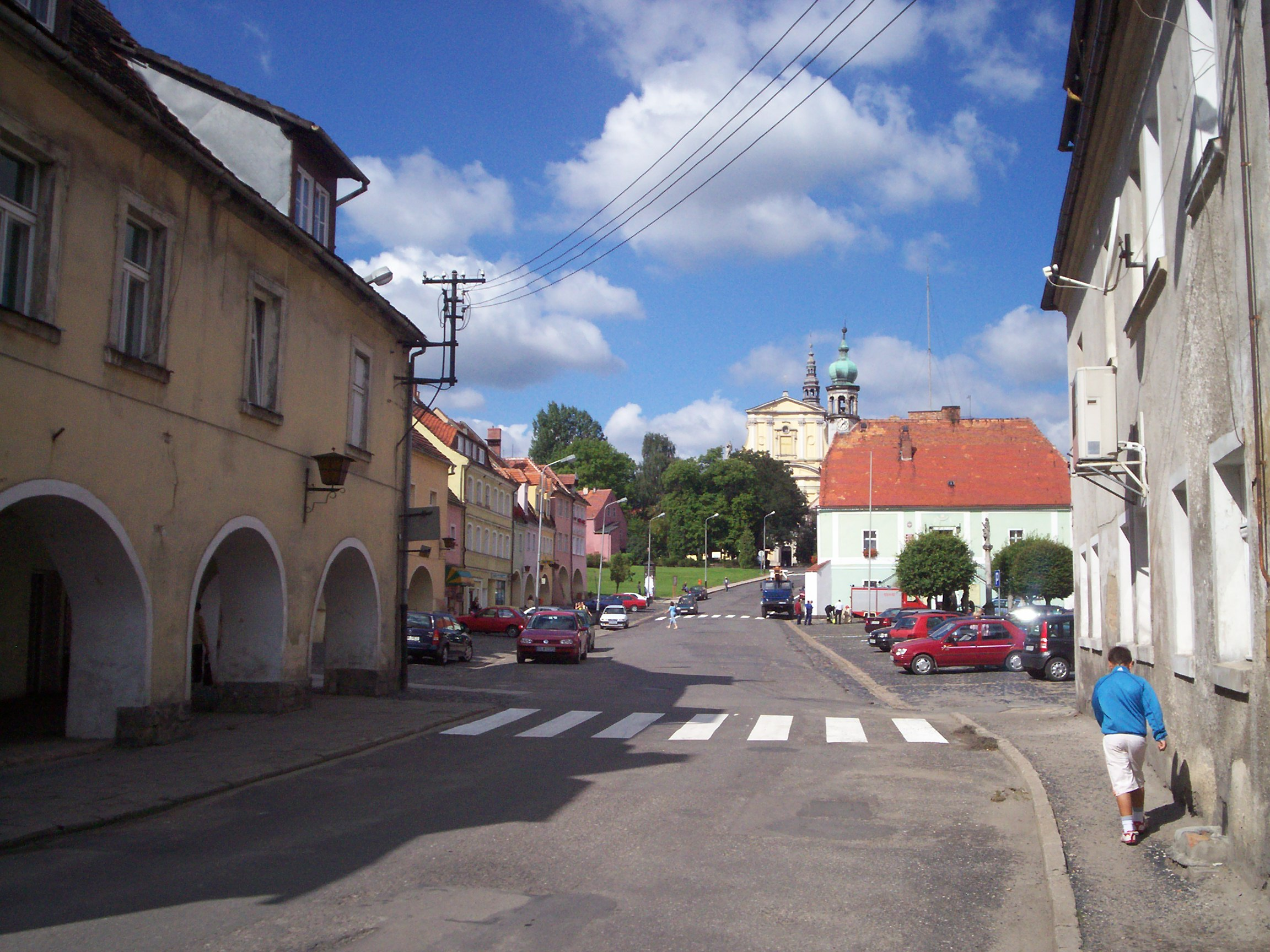
Lubomierz – locul unde au fost filmate scenele din oraș

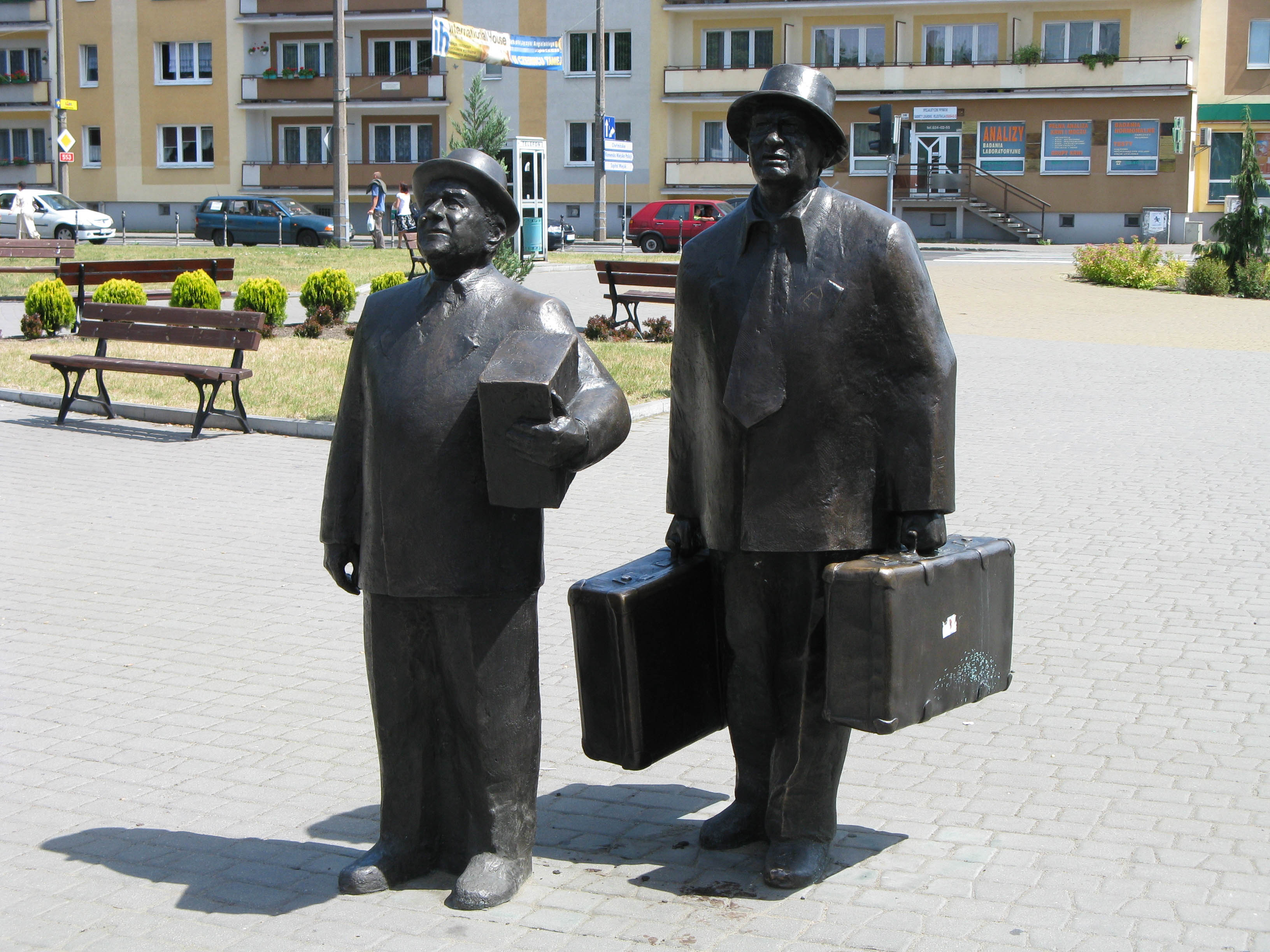
Grupul statuar dedicat eroilor filmului Între noi din Toruń

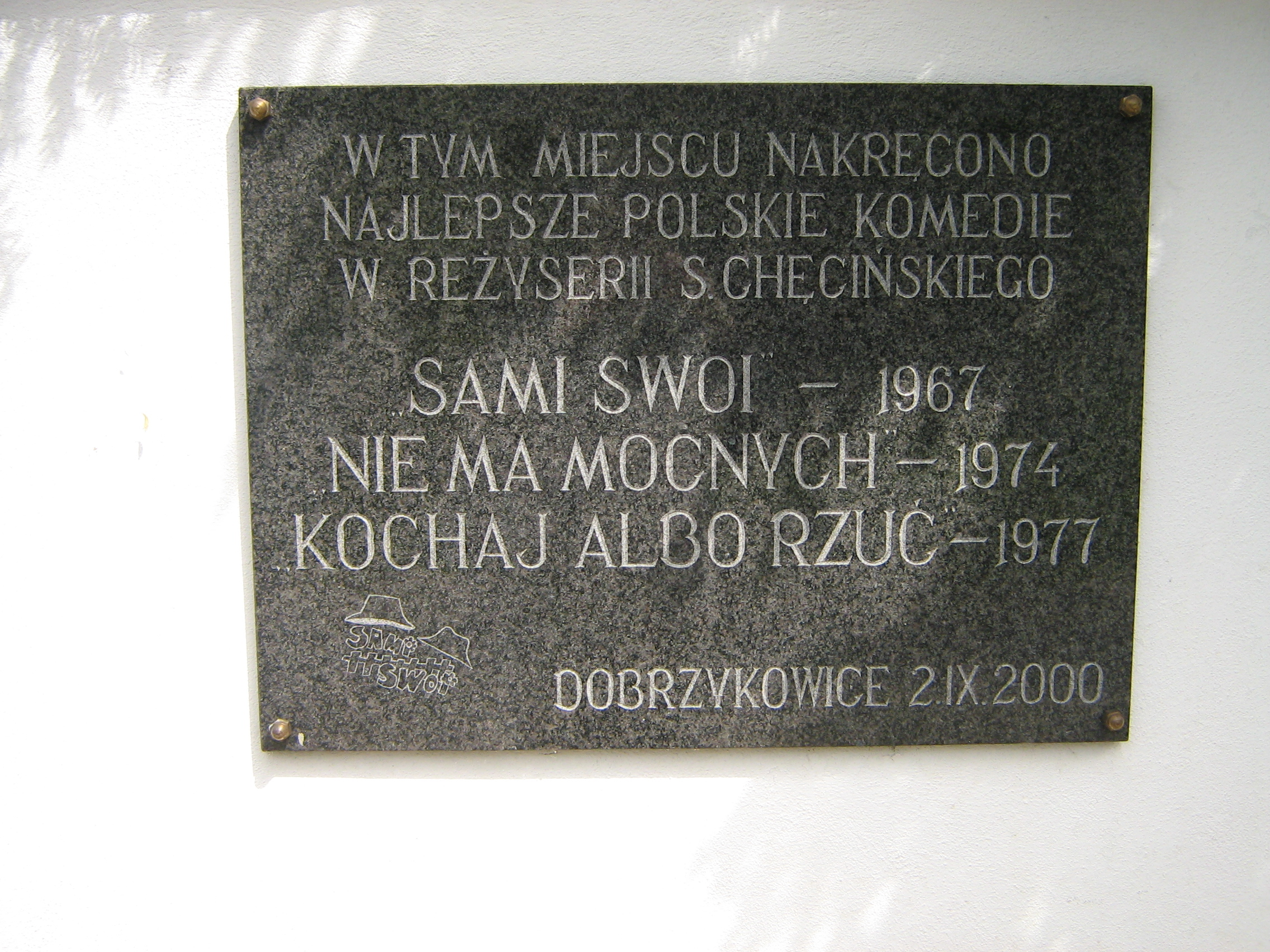
Placă comemorativă în orășelul Dobrzykowice

Între noi (în poloneză Sami swoi) este un film de comedie polonez din 1967, regizat de Sylwester Chęciński⁠(d), după un scenariu scris de Andrzej Mularczyk. Filmul urmărește viețile familiilor Pawlak și Kargul, aflate într-un conflict între ele, care sunt forțate să părăsească Teritoriile estice⁠(d) (Kresy) și să se stabilească în Teritoriile recuperate. Succesul la public al acestui film a dus la crearea unei trilogii, care mai este formată și din filmele Nie ma mocnych⁠(d) („Nimeni nu poate să o facă”, 1974) și Kochaj albo rzuć⁠(d) („Iubește sau pleacă”, 1977).
Filmul, care era inițial alb-negru, a fost colorat⁠(d) în anul 2001 de compania hollywoodiană Dynacs Digital Studios, la comanda televiziunii Polsat și a Studioului de Film „Oko”. Proiectul de colorare a filmelor Între noi și Cum am declanșat Al Doilea Război Mondial a fost coordonat de directorul de imagine Jerzy Stawicki⁠(d) și de directorul de producție Zbigniew Stanek. Versiunea colorată a acestui film nu a fost distribuită în cinematografe și a fost prezentată în premieră la 1 aprilie 2002 de către postul de televiziune Polsat.
Pe 12 aprilie 2023 a fost anunțată producerea unui prequel regizat de Artur Żmijewski⁠(d). Autorul scenariului este tot Andrzej Mularczyk.

## Rezumat
Membrii a două familii de țărani polonezi aflate în conflict, Pawlak și Kargul, sunt nevoiți să-și părăsească satul din Teritoriile estice⁠(d) (Kresy), la scurt timp după încheierea celui de-al Doilea Război Mondial și să se mute în Teritoriile recuperate, după ce granițele Poloniei au fost mutate spre vest⁠(d). Conflictul lor este de lungă durată și datează din vremurile de dinainte de război. O vacă a familiei Kargul a intrat atunci pe pajiștea familiei Pawlak, cauzându-i pagube, iar mai târziu familia Kargul a arat pământul cu trei degete prea departe spre pământul familiei Pawlak. Între cele două familii a izbucnit un conflict care a escaladat și a dus la incendierea a două hambare și la vărsare de sânge. Tânărul Jan („Jaśko”) Pawlak l-a tăiat atunci cu o coasă pe bătrânul Kargul și, temându-se că va fi pedepsit, a emigrat în Statele Unite ale Americii.
Cele două familii ajung să fie vecine și în Teritoriile recuperate, ceea ce face ca disputa dintre ei să continue pentru o vreme. Timpul trece, iar copiii lui Kargul și Pawlak cresc. Conflictul vechi dintre cele două familii, care abia se estompase, izbucnește din nou după ce Witia, fiul lui Kazimierz Pawlak⁠(d), se îndrăgostește de Jadźka, fiica lui Władysław Kargul⁠(d). Cei doi tineri se căsătoresc, iar curând vor avea un copil. Familiile strămutaților de peste Bug decid să pună capăt disputei și să se împace. În acest moment, Jan Pawlak (devenit acum „John”), fratele mai mare al lui Kazimierz, care jurase cu mulți ani în urmă să se răzbune pe familia Kargul, se întoarce în Polonia după mai mulți ani de absență și, deși aproape că uitase limba poloneză, continuă să țină minte vrăjmășia față de vechii săi vecini și jurământul făcut demult. Nimeni nu îndrăznește să-i spună că vechiul conflict se stinsese, dar, cu toate acestea, Jan găsește o situație neobișnuită: ambele familii trăiesc în pace și armonie. Pentru a-l liniști pe fratele său, Kazimierz îi relatează povestea reconcilierii celor două familii.

## Personaje și distribuție
Scenaristul Andrzej Mularczyk⁠(d) a dezvoltat ideea unei povești despre repatriații de peste râul Bug pornind de la propriile sale amintiri de familie. După cum a declarat într-unul dintre numeroasele interviuri, modelul care a stat la baza personajului Kazimierz Pawlak a fost Jan („Jaśko”) Mularczyk, unchiul patern al scenaristului, care era originar din Teritoriile estice⁠(pl)[traduceți] (Kresy) ocupate de Uniunea Sovietică și a fost nevoit să se mute din satul Boryczówka (azi satul Borîcivka din regiunea Ternopil a Ucrainei) în Teritoriile recuperate, mai precis în satul Tymowa⁠(d) din apropierea orășelului Ścinawa. Jan Mularczyk a hotărât să se stabilească în satul Tymowa atunci când, călătorind cu trenul spre Teritoriile recuperate, a văzut păscând pe o pajiște vacile vecinului său Mikołaj Polakowski, cu care era în conflict, și a înțeles că unii consăteni locuiau deja acolo. Familia Kargul a fost inspirată de familia Dendrys.
Andrzej Mularczyk a descris soarta persoanelor care au inspirat personajele filmului în cartea Każdy żyje jak umie („Fiecare trăiește așa cum poate”, 2011). Epopeea scrisă de Mularczyk prezintă o poveste de viață întinsă pe parcursul unui sfert de secol, care a avut loc în satul multinațional Krużewniki din Podolia până în 1945. Alte idei prezente în film au fost inspirate din experiențele personale ale lui Wacław Kowalski⁠(d) (interpretul lui Kazimierz Pawlak), care se mutase din satul Janów Podlaski⁠(d) (aflat în Ținuturile estice și restituit Poloniei după război).
- Familia Pawlak
  - Wacław Kowalski⁠(d) — Kazimierz Pawlak⁠(d) („Kaźmirz”), capul familiei / Kacper Pawlak, tatăl fraților Kazimierz și Jan într-un flashback
  - Zdzisław Karczewski⁠(d) — Jan Pawlak („Jaśko”, „John”), fratele mai mare al lui Kazimierz
  - Jerzy Janeczek⁠(d) — Witia Pawlak, fiul lui Kazimierz
  - Maria Zbyszewska⁠(d) — Mania Pawlakowa, soția lui Kazimierz
  - Natalia Szymańska⁠(d) — Leonia Pawlakowa (născută Furtakowa), mama lui Kazimierz și Jan
  - Zygmunt Bielawski⁠(d) — Paweł Pawlak („Pawełek”), fiul mai mic al lui Kazimierz

- Familia Kargul
  - Władysław Hańcza⁠(d) — Władysław Kargul⁠(d), capul familiei / Kargul Sr., tatăl lui Władysław într-un flashback
  - Ilona Kuśmierska⁠(d) — Jadwiga Pawlakowa („Jadźka”), fiica lui Władysław
  - Halina Buyno-Łoza⁠(d) — Aniela Kargulowa („Anielcia”), soția lui Władysław

- Alții
  - Eliasz Oparek-Kuziemski⁠(d) — morarul Kokeszko
  - Aleksander Fogiel⁠(d) — primarul
  - Kazimierz Talarczyk⁠(d) — Antoni Wieczorek
  - Witold Pyrkosz⁠(d) — „Varșovianul” („Warszawiak”)
  - Borys Borkowski
  - Adam Dzieszyński⁠(d)
  - Zdzisław Kuźniar⁠(d) — militarul care se uită la un cal încălecat
  - Jan Łopuszniak⁠(d) — preotul neamț
  - Ferdynand Matysik⁠(d) — comandantul unui tanc sovietic care intră în curtea din spate a lui Pawlak
  - Andrzej Mrozek⁠(d) — Saszka, militarul sovietic
  - Barbara Rachwalska⁠(d) — deși numele actriței apare pe genericul filmului, cel mai probabil ea nu a jucat; este, de asemenea, posibil ca scenele în care a apărut să fi fost tăiate în timpul montajului
  - Tadeusz Skorulski — militar sovietic
  - Władysław Dewoyno⁠(d) — bărbatul care privește armăsarul de la UNRRY (nemenționat)
  - Waldemar Dyba — Jaśko „John” Pawlak, fratele lui Kazimierz în tinerețe (nemenționat)
  - Elżbieta Jagielska⁠(d) — vânzătoarea de vulpi de la târg (nemenționată)
  - Ryszard Kotys⁠(d) — vânzătorul de pisici (nemenționat)
  - Mieczysław Łoza⁠(d) — comerciant de la târg, vânzătorul a 10 rochii de damă și a unor pantofi din piele lăcuită (nemenționat)
  - Jerzy Walczak⁠(d) — vecinul lui Kargul (nemenționat)

### Dublaj de voce
- Kazimierz Dejunowicz⁠(d) — Jan („Jaśko”, „John”) Pawlak, fratele lui Kazimierz (nemenționat)
- Elżbieta Kępińska⁠(d) — Jadwiga Pawlakowa („Jadźka”), fiica lui Władysław (nemenționată)
- Irena Malkiewicz⁠(d) — Leonia Pawlak (născută Furtak), mama lui Kazimierz și Jan (nemenționată)
- Bolesław Płotnicki⁠(d) — Władysław Kargul (nemenționat)

## Producție
Scenaristul Andrzej Mularczyk⁠(d) s-a consultat cu lingvistul Stanisław Bąk⁠(d) din Wrocław și a dezvoltat dialoguri care amintesc de un dialect de graniță nespecificat. Filmul urma să fie intitulat inițial I było święto („Și a fost sărbătoare”), dar în cele din urmă a fost adoptat numele Sami swoi („Doar al nostru”), care a fost explicat astfel de antropologul Krzysztof Pełczyński:
| “ | „Swoi” este o parte din dihotomia simplă – poate chiar prea simplă – „al nostru – al altora” („swoi–obcy”). Cu toate acestea, în comunitatea care apare în film, după cum se dovedește, nu există „străini”, ci doar „ai lor”. Și ei nu trebuie să fie deloc la fel. Diferențele dintre ei nu sunt importante, pentru că toți aparțin aceluiași neam. Ei înșiși sunt deci polonezi.. | ” |

Rolurile principale ale locuitorilor zonei de graniță care se ceartă au fost interpretate de Wacław Kowalski⁠(d) și Władysław Hańcza⁠(d). Filmările au fost realizate în anul 1967 în mai multe locuri. Majoritatea scenelor au fost filmate în orășelul Dobrzykowice⁠(d) de lângă Wrocław, unde se aflau gospodăriile celor două familii. Scenele din oraș au fost filmate în orășelul Lubomierz, unde se află acum Muzeul Kargul și Pawlak⁠(d). S-a mai filmat, de asemenea, și în alte locuri din voievodatul Silezia Inferioară: gara Czernica Wrocławska⁠(d) din satul Czernica⁠(d), orașul Sobótka (cariera fostului sat Strzeblów⁠(d)), podul⁠(d) peste râul Oder din orașul Brzeg Dolny, Sadowice⁠(d) (scenele de la moară) și calea ferată dintre Wołów și Mojęcice⁠(d), precum și în satul Kruplin Radomszczański⁠(d) din voievodatul Łódź (scenele de flashback din Krużewniki).
Filmările au fost realizate pe peliculă alb-negru: lungimea peliculei este de 2400 m, iar durata filmului este 78 de minute. Pelicula a fost colorată⁠(d) în anul 2001. Muzica filmului a fost compusă de Wojciech Kilar⁠(d).

## Premieră
Premiera filmului a avut loc pe 15 septembrie 1967, într-o dublă proiecție cu scurtmetrajul documentar Stocznia („Șantierul naval”), produs de Wytwórnia Filmów Dokumentalnych⁠(d) (WFD, „Studioul de Film Documentar”).

## Recepție critică
Între noi a fost foarte bine primit de critici și de public, fiind considerat una dintre cele mai amuzante comedii din istoria cinematografiei poloneze. Succesul comercial al filmului i-a încurajat pe scenaristul Mularczyk și pe regizorul Chęciński l-a îndemnat trilogii, care mai este formată și din filmele Nie ma mocnych⁠(d) („Nimeni nu poate să o facă”, 1974) și Kochaj albo rzuć⁠(d) („Iubește sau pleacă”, 1977). Celelalte două filme, care prezintă soarta ulterioară a familiilor Pawlak și Kargul, nu au dobândit o popularitate prea mare.
Personajul Kazimierz Pawlak, țăran polonez din teritoriile⁠(pl)[traduceți] de peste râul Bug, a fost identificat în mod clar în recenziile filmului cu etosul sarmatist, datorită frivolității și aventurismului său care corespundeau imaginii unui nobil. S-a sugerat adesea că filmul Între noi ar semăna din punct de vedere al intrigii sale cu comedia Zemsta (1838) a lui Aleksander Fredro. Publicul a interpretat filmul ca pe o comedie subversivă, în care Pawlak se dovedește a fi o persoană care nu se teme de noile autorități, gata să schimbe sloganul „3 x DA⁠(d)” cu „3 x NU” la momentul instaurării regimului totalitar în Polonia, fără teama de consecințe directe. În același timp, după cum observă Monika Talarczyk-Gubała, filmul Între noi își ascunde propria sa încărcătură ideologică. Țăranii din film, proveniți din fostele teritoriile estice ale Poloniei, nu duc dorul pământului de pe care s-au mutat, și se adaptează cu ușurință pe pământurile Teritoriilor recuperate. Cu toate acestea, „publicul a aplaudat echilibristica comică a țăranilor care încercau să supraviețuiască în Republica Populară Polonă”.
Regizorul Sylwester Chęciński⁠(d) a primit Premiul ministrului culturii și artei cl. a II-a în anul 1969 pentru contribuția sa la realizarea filmului Între noi. Filmul a obținut premiul „Ciorchinele de Aur⁠(d)” (Złote Grono) pentru „perspicacitatea observației asupra transformării societății poloneze” în cadrul Lubuskie Lato Filmowe⁠(d) de la Łagów⁠(d) (1976) și premiul „Camera de Aur” (Złota Kamera) pentru cel mai bun film cu subiect contemporan al anului 1977, decernat de revista Film în anul 1978, ex aequo cu Nie ma mocnych⁠(d) și Kochaj albo rzuć⁠(d). Între noi s-a clasat pe locul al II-lea în sondajul „Cele mai interesante filme poloneze ale secolului al XX-lea”, realizat în anul 1999 de revista Polityka. Filmul a primit premiul „Rața de Aur⁠(d)” (Złota Kaczka) acordat în anul 2007 de revista Film pentru cea mai bună idee („Sąd sądem, a sprawiedliwość musi być po naszej stronie”) și premiul special „Rața de Aur” în anul 2008 pentru cel mai bun film de comedie polonez al secolului al XX-lea. Replici provenite din această creație a lui Chęciński și Mularczyk, precum „Sąd sądem, a sprawiedliwość musi być po naszej stronie” („Decizia tribunalului este decizia tribunalului, dar justiția trebuie să fie de partea noastră”) și „Kargul, podejdź no do płota” („Kargul, vino la gard”), au pătruns în vorbirea colocvială.

## In memoriam
În hambarul familiei Kargul din Dobrzykowice⁠(d) a fost amenajată o cameră memorială, unde pot fi văzute obiectele originale folosite de eroii filmului.